# Encentrum obesum
Encentrum obesum är en hjuldjursart som beskrevs av Tzschaschel 1979. Encentrum obesum ingår i släktet Encentrum och familjen Dicranophoridae. Inga underarter finns listade i Catalogue of Life.